# Oxalis niederleiniana
Oxalis niederleiniana är en harsyreväxtart som beskrevs av Georg Hans Emmo Emo Wolfgang Hieronymus och Paul Erich Otto Wilhelm Knuth. Oxalis niederleiniana ingår i släktet oxalisar, och familjen harsyreväxter. Inga underarter finns listade i Catalogue of Life.